# Thomas Bänsch
Thomas Bänsch es un deportista de la RDA que compitió en remo. Ganó cuatro medallas en el Campeonato Mundial de Remo entre los años 1985 y 1990.

## Palmarés internacional
| Campeonato Mundial | Campeonato Mundial     | Campeonato Mundial | Campeonato Mundial |
| Año                | Lugar                  | Medalla            | Prueba             |
| ------------------ | ---------------------- | ------------------ | ------------------ |
| 1985               | Malinas (Bélgica)      | Medalla de bronce  | Cuatro sin timonel |
| 1987               | Copenhague (Dinamarca) | Medalla de plata   | Ocho con timonel   |
| 1989               | Bled (Yugoslavia)      | Medalla de plata   | Ocho con timonel   |
| 1990               | Tasmania (Australia)   | Medalla de bronce  | Ocho con timonel   |